# Plivanje na OI 2012.
Plivanje na OI 2012. u Londonu održano je od 28. srpnja do 4. kolovoza, u Olimpijskom centru za vodene sportove u Londonu. 

## Osvajači odličja

### Muškarci
| Disciplina        | | Rezultat    | | Rezultat    | | Rezultat   |
|                   | |             | |             | |            |
| 50 m slobodno     | Florent Manaudou | 21,34       | Cullen Jones | 21,54       | Cesar Cielo | 21,59      |
| 100 m slobodno    | Nathan Adrian | 47,52       | James Magnussen | 47,53       | Brent Hayden | 47,80      |
| 200 m slobodno    | Yannick Agnel | 1:43,14     | Sun Yang Park Tae-Hwan | 1:44,93     | --- | ---        |
| 400 m slobodno    | Sun Yang | 3:40,14 ОR  | Park Tae-Hwan | 3:42,06     | Peter Vanderkaay | 3:44,69    |
| 1.500 m slobodno  | Sun Yang | 14:31.02 SR | Ryan Cochrane | 14:39.63 AR | Oussama Mellouli | 14:40.31   |
|                   | |             | |             | |            |
| 100 m delfin      | Michael Phelps | 51,21       | Chad le Clos Evgenij Korotyškin                                                                                                | 51,44       | |            |
| 200 m delfin      | Chad le Clos | 1:52,96 AFR | Michael Phelps | 1:53,01     | Takeshi Matsuda | 1:53,21    |
|                   | |             | |             | |            |
| 100 m leđno       | Matt Grevers | 52,16 ОR    | Nick Thoman | 52,92       | Ryosuke Irie | 52,97      |
| 200 m leđno       | Tyler Clary | 1:53.41 OR  | Ryosuke Irie | 1:53.78     | Ryan Lochte | 1:53.94    |
|                   | |             | |             | |            |
| 100 m prsno       | Cameron van der Burgh | 58,46 SR    | Christian Sprenger | 58,93       | Brendan Hansen | 59,49      |
| 200 m prsno       | Dániel Gyurta | 2:07,28 SR  | Michael Jamieson | 2:07,43 NR  | Ryo Tateishi | 2:08,29    |
|                   | |             | |             | |            |
| 200 m mješovito   | Michael Phelps | 1:54.27     | Ryan Lochte | 4:08,86 НР  | László Cseh | 1:56.22    |
| 400 m mješovito   | Ryan Lochte | 4:05,18     | Thiago Pereira | 4:08,86 НР  | Kosuke Hagino | 4:08,94 NR |
|                   | |             | |             | |            |
| 4x100 m slobodno  | Amaury Leveaux (48.13) Fabien Gilot (47.67) Clément Lefert (47.39) Yannick Agnel (46.74) Alain Bernard[a] Jérémy Stravius[a]                             | 3:09.93     | Michael Phelps (47.15) Cullen Jones (47.60) Ryan Lochte (47.74) Jimmy Feigen[a] Matt Grevers[a] Ricky Berens[a] Jason Lezak[a] | 3:10.38     | Andrey Grechin (48.57) Nikita Lobintsev (47.39) Vladimir Morozov (47.85) Danila Izotov (47.60) Yevgeny Lagunov[a] Sergey Fesikov[a]     | 3:11.41    |
| 4x200 m slobodno  | Ryan Lochte (1:45.15) Conor Dwyer (1:45.23) Ricky Berens (1:45.27) Michael Phelps (1:44.05) Charlie Houchin[a] Matt McLean[a] Davis Tarwater[a]          | 6:59.70     | Amaury Leveaux (1:46.70) Grégory Mallet (1:46.83 ) Clément Lefert (1:46.00) Yannick Agnel (1:43.24) Jérémy Stravius[a]         | 7:02.77 NR  | Hao Yun (1:47.12) Li Yunqi (1:46.46) Jiang Haiqi (1:47.17) Sun Yang (1:45.55) Lü Zhiwu[a] Dai Jun[a]                                    | 7:06.30    |
| 4x100 m mješovito | Matt Grevers (52.58) Brendan Hansen (59.19) Michael Phelps (50.73) Nathan Adrian (46.85) Nick Thoman[a] Eric Shanteau[a] Tyler McGill[a] Cullen Jones[a] | 3:29.35     | Ryosuke Irie (52.92) Kosuke Kitajima (58.64) Takeshi Matsuda (51.20) Takuro Fujii (48.50)                                      | 3:31.26     | Hayden Stoeckel (53.71) Christian Sprenger (59.05) Matt Targett (51.60) James Magnussen (47.22) Brenton Rickard[a] Tommaso D'Orsogna[a] | 3:31.58    |
|                   | |             | |             | |            |
| 10 km maraton     | Oussama Mellouli | 1:49:55.1   | Thomas Lurz | 1:49:58.5   | Richard Weinberger | 1:50:00.3  |

### Žene
| Disciplina        | | Rezultat        | | Rezultat    | | Rezultat   |
|                   | |                 | |             | |            |
| 50 m slobodno     | Ranomi Kromowidjojo | 24.05 OR        | Aliaksandra Herasimenia | 24.28 NR    | Marleen Veldhuis | 24.39      |
| 100 m slobodno    | Ranomi Kromowidjojo | 53.00 ОR        | Aliaksandra Herasimenia | 53.38       | Tang Yi | 53.44      |
| 200 m slobodno    | Allison Schmitt | 1:53,61 ОR, RSА | Camille Muffat | 1:55,58     | Bronte Barratt | 1:55,81    |
| 400 m slobodno    | Camille Muffat | 4:01,45 ОР      | Allison Schmitt | 4:01,77 NR  | Rebecca Adlington | 4:03,01    |
| 800 m slobodno    | Katie Ledecky | 8:14.63 AR      | Mireia Belmonte García | 8:18.76 NR  | Rebecca Adlington | 8:20.32    |
|                   | |                 | |             | |            |
| 100 m delfin      | Dana Vollmer | 55,98 SR        | Lu Ying | 56,87       | AUS} Alicia Coutts | 56,94      |
| 200 m delfin      | Jiao Liuyang | 2:04,06 ОR      | Mireia Belmonte García | 2:05,25     | Natsumi Hoshi | 2:05,48    |
|                   | |                 | |             | |            |
| 100 m leđno       | Missy Franklin | 58,33 RSА       | Emily Seebohm | 58,68       | Aya Terakawa | 58,83      |
| 200 m leđno       | Missy Franklin | 2:04.06 SR      | Anastasia Zueva | 2:05.92     | Elizabeth Beisel | 2:06.55    |
|                   | |                 | |             | |            |
| 100 m prsno       | Rūta Meilutytė | 1:05,47         | Rebecca Soni | 1:05,55     | Satomi Suzuki | 1:06,46    |
| 200 m prsno       | Rebecca Soni | 2:19.59 SR      | Satomi Suzuki | 2:20.72 =AR | Julija Jefimova | 2:20.92 ER |
|                   | |                 | |             | |            |
| 200 m mješovito   | Ye Shiwen | 2:07,57 ОR, АZR | Alicia Coutts | 2:08,15     | Caitlin Leverenz | 2:08,95    |
| 400 m mješovito   | Ye Shiwen | 4:28,43 SR      | Elizabeth Beisel | 4:31,27     | Li Xuanxu | 4:32,91    |
|                   | |                 | |             | |            |
| 4x100 m slobodno  | Alicia Coutts (53.90) Cate Campbell (53.19) Brittany Elmslie (53.41) Melanie Schlanger (52.65) Emily Seebohm[b] Yolane Kukla[b] Libby Trickett[b]                | 3:33.15 ОR      | Inge Dekker (54.67) Marleen Veldhuis (53.80) Femke Heemskerk (53.39) Ranomi Kromowidjojo (51.93) Hinkelien Schreuder[b]                                                    | 3:33.79     | Missy Franklin (53.52) Jessica Hardy (53.53) Lia Neal (53.65) Allison Schmitt (53.54) Amanda Weir[b] Natalie Coughlin[b]  | 3:34,24 nr |
| 4x200 m slobodno  | Missy Franklin (1:55.96) Dana Vollmer (1:56.02) Shannon Vreeland (1:56.85) Allison Schmitt (1:54.09) Lauren Perdue[b] Alyssa Anderson[b]                         | 7:42,92 ОR, RSА | Bronte Barratt (1:55.76) Melanie Schlanger (1:55.62) Kylie Palmer (1:56.91) Alicia Coutts (1:56.12) Brittany Elmslie[a] Angie Bainbridge[a] Jade Neilsen[a] Blair Evans[a] | 7:44.41     | Charlotte Bonnet (1:57.78) Ophélie-Cyrielle Étienne (1:58.05) Coralie Balmy (1:56.15) Margaux Farrell[a] Mylène Lazare[a] | 7:47.49 NR |
| 4x100 m mješovito | Missy Franklin (58.50) Rebecca Soni (1:04.82) Dana Vollmer (55.48) Allison Schmitt (53.25) Rachel Bootsma[b] Breeja Larson[b] Claire Donahue[b] Jessica Hardy[b] | 3:52.05 SR      | Emily Seebohm (59.01) Leisel Jones (1:06.06) Alicia Coutts (56.41) Melanie Schlanger (52.54) Brittany Elmslie[b]                                                           | 3:54.02     | Aya Terakawa (58.99) Satomi Suzuki (1:05.96) Yuka Kato (57.36) Haruka Ueda (53.42)                                        | 3:55.73    |
|                   | |                 | |             | |            |
| 10 km maraton     | Éva Risztov | 1:57:38.2       | Haley Anderson | 1:57:38.6   | Martina Grimaldi | 1:57:41.8  |

## Vanjske poveznice
- Službene stranice Olimpijskih igara  Arhivirana inačica izvorne stranice od 28. veljače 2013. (Wayback Machine)
- Fédération Internationale de Gymnastique